# توج، افغانستان
لاتین: Tojgh) یک منطقهٔ مسکونی در افغانستان است که در ۴۲ کیلومتری غرب ولایت فراه واقع شده‌است. تجگ کمتر از ۱۰٬۰۰۰ نفر جمعیت دارد. مردمان تجگ از زمان‌های قدیم از اسپین کاریز قندهار به روستای تجگ . زبان مردم تجگ فارسی از قوم اسحاقزی می‌باشد. خوش رود هم جزء تجگ می‌باشد. مردمان تجگ  مسلمان و از مذهب ابوحنیفه پیرویی می‌کنند. در سال ۲۰۰۱ ساخت مدرسه به نام مکتب ابتدایی تجگ آغاز شد در مکتب قدیم؛ و امروزه به کمک معارف ولایت فراه تا کلاس شش این مکتب دانش آموز دارد.